# Physiculus helenaensis
Physiculus helenaensis är en fiskart som beskrevs av Paulin, 1989. Physiculus helenaensis ingår i släktet Physiculus och familjen Moridae. IUCN kategoriserar arten globalt som akut hotad. Inga underarter finns listade i Catalogue of Life.